# Soňa Mihoková
Soňa Mihoková (* 11. November 1971 in Liptovský Mikuláš) ist eine ehemalige slowakische Biathletin.

## Karriere
Soňa Mihoková startete ihre Karriere als Langläuferin. Bei den Juniorenweltmeisterschaften 1989 im norwegischen Vang gewann sie mit der tschechoslowakischen 4-mal-5-Kilometer-Staffel, zu der auch noch Lenka Tučková, Eva Pradecková und Iveta Zelingerová gehörten, die Silbermedaille. Im Folgejahr gewann sie bei den Juniorenweltmeisterschaften 1990 im französischen Les Saisies im Wettbewerb über 15 Kilometer in der freien Technik die Silbermedaille.
Die für den KB Osrblie startende Sportlehrerin aus Liptovský Hrádok betrieb seit 1993 Biathlon. Ihr Weltcupdebüt gab sie als 34. bei einem Einzel in Bad Gastein. Schon bei der zweiten Weltcupstation der Saison in Pokljuka kam sie als Elfte im Sprint erstmals in die Punkteränge. Höhepunkt ihrer ersten Saison war die Teilnahme an den Olympischen Spielen. Hier konnte sie im Sprintrennen einen guten zwölften Platz belegen. In der folgenden Saison lief sie beim Saisonauftakt in Bad Gastein in einem Einzel auf den vierten Platz und damit erstmals unter die ersten Zehn. Bei den Weltmeisterschaften der Saison in Antholz verpasste sie sowohl im Sprint als auch mit der Staffel, zu der neben ihr auch Martina Halinárová, Anna Murínová und Erika Lehotska gehörten, als Viertplatzierte die Medaillenränge nur knapp. In der nächsten Saison setzte sich der Aufwärtstrend fort. Am Holmenkollen in Oslo lief Mihoková als Dritte im Einzel erstmals auf das Podest. Die Biathlon-Weltmeisterschaften 1996 brachten weitere gute Platzierungen. Im Sprint wurde sie Elfte und im Team Sechste. Nach den Weltmeisterschaften gewann sie mit einem Sprint in Hochfilzen ihr einziges Weltcuprennen vor der Chinesin Yu Shumei.
In der Saison 1996/97 war sie wieder pünktlich zum Saisonhöhepunkt, den Weltmeisterschaften in Osrblie, fit. Im Sprint- und Teamwettbewerb wurde sie hier Vierte, im Einzel Fünfte sowie mit der Staffel Siebte. Obwohl sie an allen weiteren Weltmeisterschaften bis 2007 teilnahm, konnte sie ein solches Ergebnis bei Welttitelkämpfen nie wieder erreichen. Eine Medaille blieb ihr bis heute versagt. Erneut sehr gut verliefen die Olympischen Spiele für Mihoková. In Nagano verpasste sie im Sprint und mit der Staffel, zu der neben Halinárová und Murinova nun auch Tatiana Kutlíková gehörte, als Viertplatzierte erneut Medaillen nur knapp. Auch bei den nächsten Olympischen Spielen in Salt Lake City erreichte Mihoková nochmals gute Ergebnisse. Im Einzel wurde sie 14., und die Staffel – neben ihren beiden schon langjährigen Partnerinnen nun mit Marcela Pavkovčeková – kam auf den fünften Platz. Obwohl sie auch noch bei den folgenden Spielen 2006 in Turin teilnahm, konnte sie solche Platzierungen nicht mehr erreichen. Auch die Staffel, die häufig nicht nur bei Großereignissen, sondern auch im Weltcup gute Ergebnisse erzielte, hatte mittlerweile ihren Zenit überschritten und wurde nur noch Zehnte. 2000 gewann das slowakische Quartett ein einziges Mal bei einer internationalen Meisterschaft, den Europameisterschaften in Zakopane, einen Titel. Mihoková gewann zudem 2006 in Langdorf EM-Bronze im Einzel.

## Biathlon-Weltcup-Platzierungen
Die Tabelle zeigt alle Platzierungen (je nach Austragungsjahr einschließlich Olympische Spiele und Weltmeisterschaften).
- 1.–3. Platz: Anzahl der Podiumsplatzierungen
- Top 10: Anzahl der Platzierungen unter den ersten zehn (einschließlich Podium)
- Punkteränge: Anzahl der Platzierungen innerhalb der Punkteränge (einschließlich Podium und Top 10)
- Starts: Anzahl gelaufener Rennen in der jeweiligen Disziplin

| Platzierung | Einzel | Sprint | Verfolgung | Massenstart | Team | Staffel | Gesamt |
| ----------- | ------ | ------ | ---------- | ----------- | ---- | ------- | ------ |
| 1. Platz    |        | 1      |            |             |      |         | 1      |
| 2. Platz    |        |        |            |             |      |         |        |
| 3. Platz    | 1      |        |            |             |      | 1       | 2      |
| Top 10      | 7      | 11     | 1          |             | 1    | 34      | 54     |
| Punkteränge | 22     | 41     | 17         | 8           | 2    | 50      | 140    |
| Starts      | 56     | 100    | 50         | 8           | 2    | 52      | 268    |